# کرایس‌هار
کرایس‌هار (به هلندی: Kruishaar) یک منطقهٔ مسکونی در هلند است که در نی‌کرک واقع شده‌است.